# Adapazarı (település)
Adapazarı Törökország Sakarya tartományának székhelye. Innen származnak többek között Tuncay Şanlı és Hakan Şükür világhírű labdarúgók, valamint Semih Saygıner Európa- és világbajnok karambolbiliárd-játékos.